# Local Hero
Local Hero é um filme britânico de 1983, dirigido por Bill Forsyth e produzido por David Puttnam. Seu orçamento foi de 3 milhões de dólares.

## Sinopse
Enviado para Ferness, uma pequena cidade da Escócia, MacIntyre foi encarregado pelo seu patrão (Felix Happer) de avaliar o interesse de um investimento da sua companhia petrolífera e, ao mesmo tempo, de perscrutar o céu e as estrelas que dali se observam.

## Elenco
- Peter Riegert — MacIntyre
- Burt Lancaster — Felix Happer
- Fulton Mackay — Ben Knox
- Denis Lawson — Gordon Urquhart
- Norman Chancer — Moritz
- Peter Capaldi — Oldsen
- Rikki Fulton — Geddes
- Alex Norton — Watt
- Jenny Seagrove — Marina
- Jennifer Black — Stella
- Christopher Rozycki — Victor
- Christopher Asante — Reverendo Macpherson

## Banda sonora
A banda sonora de Local Hero foi escrita por Mark Knopfler dos Dire Straits.
O álbum inclui canções como "Wild Theme", "The Way It Always Started", "The Mist Covered Mountains" e "Going Home: Theme of the Local Hero".

## Prémios e nomeações
- Grand Prix do Festival de Chamrousse, 1984
- Exibido na Quinzena dos Realizadores do Festival de Cannes de 1983